# 악양면
악양면(岳陽面)은 대한민국 경상남도 하동군의 면이다. 동쪽으로 적량면, 서쪽으로는 화개면, 남쪽은 하동읍과 섬진강을 건너 광양시 다압면, 북쪽은 청암면과 접하며 1도, 1시, 5읍면과 접하고 있다. 지세는 1면 1촌식으로 형성되었으며, 지리산 준령의 삼면이 분지형 산악이며 중심부는 악양천이 흐르고 토지는 비옥하다.

## 연혁
악양은 청동기시대인 BC 5000년경 이미 촌락이 형성되었고, 섬진강변의 중요한 목이었던 미점도 이 시기에 성립된 것이다. 국가가 형성된 변한 시대인 BC 108년엔 미점은 대외 연락의 중요한 지점이 되었다. 신라시대는 범포로 섬진강 교역의 중심지였으며, 군사상 중요한 요지가 되어 방어기지로도 큰 몫을 차지하기도 했다. 조선후기 사창(司倉)이 있었고, 유명한 범포시장은 신라시대부터 이름났던 곳이다.

## 행정 구역
- 미점리(美店里)
- 축지리(丑只里)
- 신대리(新垈里)
- 신성리(新星里)
- 신흥리(新興里)
- 중대리(中大里)
- 동매리(東梅里)
- 등촌리(登村里)
- 매계리(梅溪里)
- 정동리(亭東里)
- 정서리(亭西里)
- 입석리(立石里)
- 봉대리(鳳坮里)
- 평사리(平沙里)

## 교육
- 악양초등학교
- 악양중학교

## 특산물
- 알밤
- 매실
- 솔잎한우
- 대봉감

## 볼거리
- 최참판댁

박경리 선생의 대하소설 《토지》의 무대로 유명한 악양 평사리는 섬진강이 주는 혜택을 한 몸에 받은 땅이다. 평사리가 위치한 지명인 악양은 중국의 악양(岳陽, 현재의 중국 후난성 웨양시)과 닮았다 하여 지어진 이름이며 중국에 있는 지명을 따와서 평사리 강변 모래밭을 ‘금당’이라 하고 모래밭 안에 있는 호수를 ‘동정호’라 했다. 악양의 아름다움을 노래한 것 중에 소상팔경이 있으며, 평사리들에 위치한 ‘동정호’와 악양의 ‘소상팔경’은 이곳 사람들의 자랑거리로 한국적인 아름다움이 가득 담긴 풍경을 자아낸다. 동학혁명에서 근대사까지 한민족의 대서사시인 박경리의 대하소설 《토지》의 배경으로 널리 알려진 소설 속 최참판댁이, 이곳 평사리에 3000여평의 부지를 매입, 한옥 14동 및 조선후기 민족삶의 생활모습을 담은 유물 등이 전시될 계획으로 , 2001년 11월 전국문인들의 문학축제인 제11회 토지문학제를 이곳에서 개최, 매년 10월 둘째주 《토지문학제》가 개최되고 있다.
최참판댁
- 최참판댁 앞 전경
- 최참판댁 사랑채

- 평사리공원
- 고소성군립공원